# Rákóczifalva
Rákóczifalva è un comune dell'Ungheria di 5.446 abitanti (dati 2001). È situato nella contea di Jász-Nagykun-Szolnok.